# 蒂皮科查湖
12°47′42″S 75°12′52″W / 12.79500°S 75.21444°W
蒂皮科查湖（Tipiqucha），是秘魯的湖泊，位於該國中部萬卡韋利卡大區的萬卡韋利卡省，處於西塔克山以東，在安第斯山脈的瓊塔山脈地區。